# Estoc

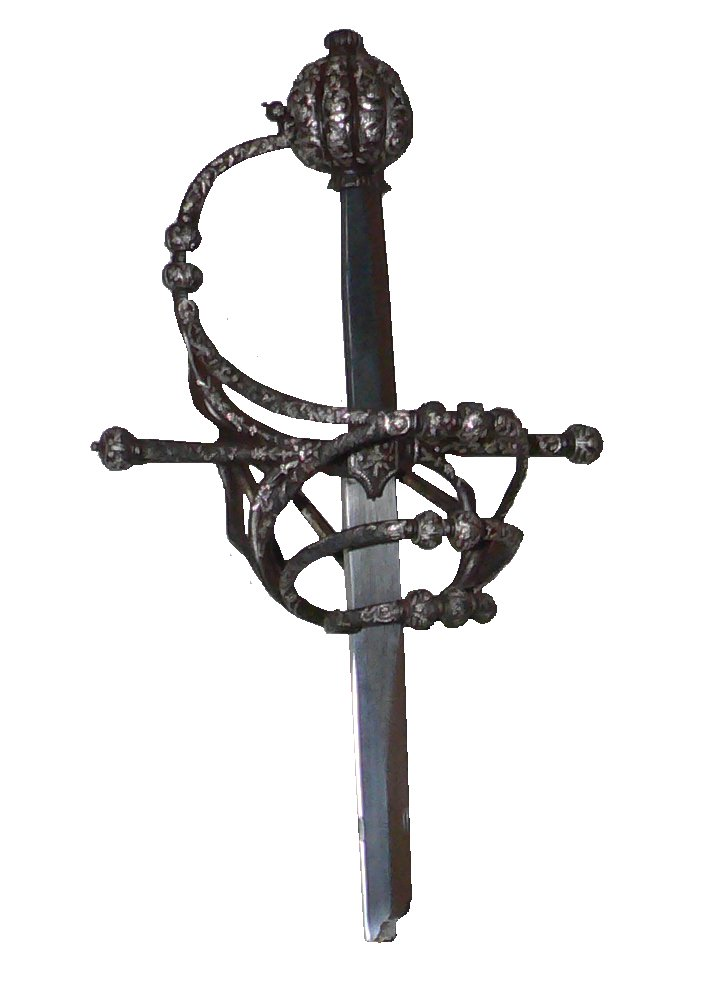
Estoc del 1580 al 1600.

Un estoc és un tipus d'espasa d'una mà amb una fulla fina i allargada, amb tall a totes dues bandes, destinada principalment a atacar amb la punta. Va sorgir a Espanya i Itàlia a mitjans del segle xv, però ràpidament es va popularitzar per la resta d'Europa durant els segles xvi i xvii, tan per ús civil (per duels i com a defensa pròpia) com per ús militar.

## Història
Existeix una arma italiana anomenada spada da lato (espasa de costat) que designa una arma semblant a l'estoc i hauria aparegut al mateix temps que a Espanya.
En castellà l'arma s'anomena espada ropera, aquest terme apareix escrit per primera vegada a les Coplas de la panadera de Juan de Mena. Aquest nom designa una espasa que s'utilitza amb la roba, per vestir-se, per tant podia designar qualsevol arma d'ús civil, però amb el temps va acabar referint-se només a l'estoc. D'espada ropera sorgeixen la paraula francesa rapière, l'anglesa rapier i l'alemanya rappier. Totes designen el mateix tipus d'espasa que l'estoc. S'ha de tenir en compte que en aquells temps, a Espanya, Itàlia i França, un estoc s'hauria anomenat simplement espasa, ja que era el tipus predominant. Algunes persones, com George Silver, van desaprovar el seu potencial tècnic i l'ús de dol que se li va donar.
Permetent reaccions ràpides i amb un llarg abast, l'estoc s'adaptava bé al combat civil als segles segle xvi i segle xvii. A mesura que les espases tallants i estocades d'estil militar van continuar evolucionant per satisfer les necessitats al camp de batalla, l'estoc va continuar evolucionant per satisfer les necessitats del combat civil i el decòrum, i finalment es va tornar més lleugera, més curta i menys incòmoda d'utilitzar. Va ser llavors quan l'estoc va començar a donar pas a la colichemarde, que més tard va ser reemplaçada per l'espasí que més tard va ser reemplaçada per l'espasa d'esgrima. Notablement, hi va haver algunes «espases roberes de guerra» que presentaven un full relativament ample muntat en una empunyadura d'estoc típica durant aquesta època. Aquestes espases híbrides es van usar a l'exèrcit o fins i tot al camp de batalla. Gustau II Adolf portava una espasa que es va fer servir en la Guerra dels Trenta Anys i és un exemple típic de l′«estoc de guerra».
Per a l'any 1715, l'estoc havia estat reemplaçat en gran manera per l'espadí més lleuger a la major part d'Europa, encara que la primera va continuar usant-se, com ho demostren els tractats de Donald McBane (1728), P. J. F. Girard (1736) i Domenico Angelo (1787). L'estoc encara s'utilitza avui dia pels oficials de la Guàrdia suïssa del papa.

## Descripció

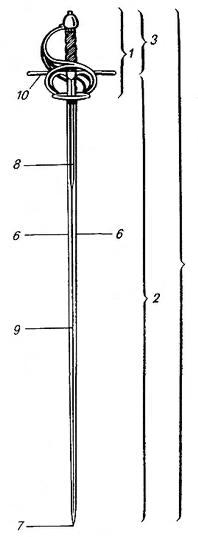

Un estoc és una espasa allargada, té la fulla fina i tall a tots dos costats, tot i que s'utilitza principalment per punxar amb la punta també pot realitzar talls superficials al contrincant. Els diferents tipus d'estocs es diferencien segons el tipus de cassoleta (part de l'espasa que protegeix la mà de l'esgrimidor) que porti:

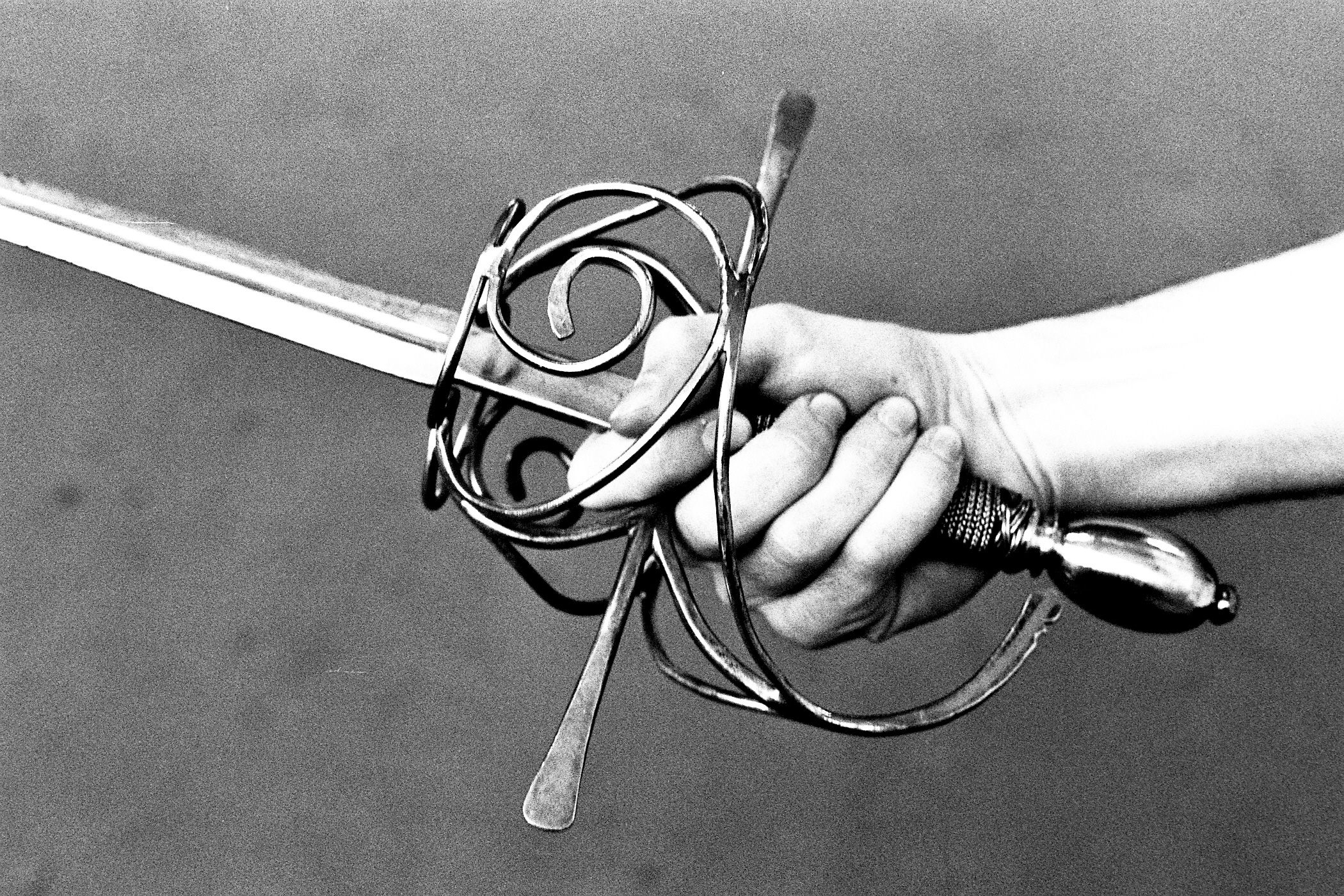
Cassoleta de llaç
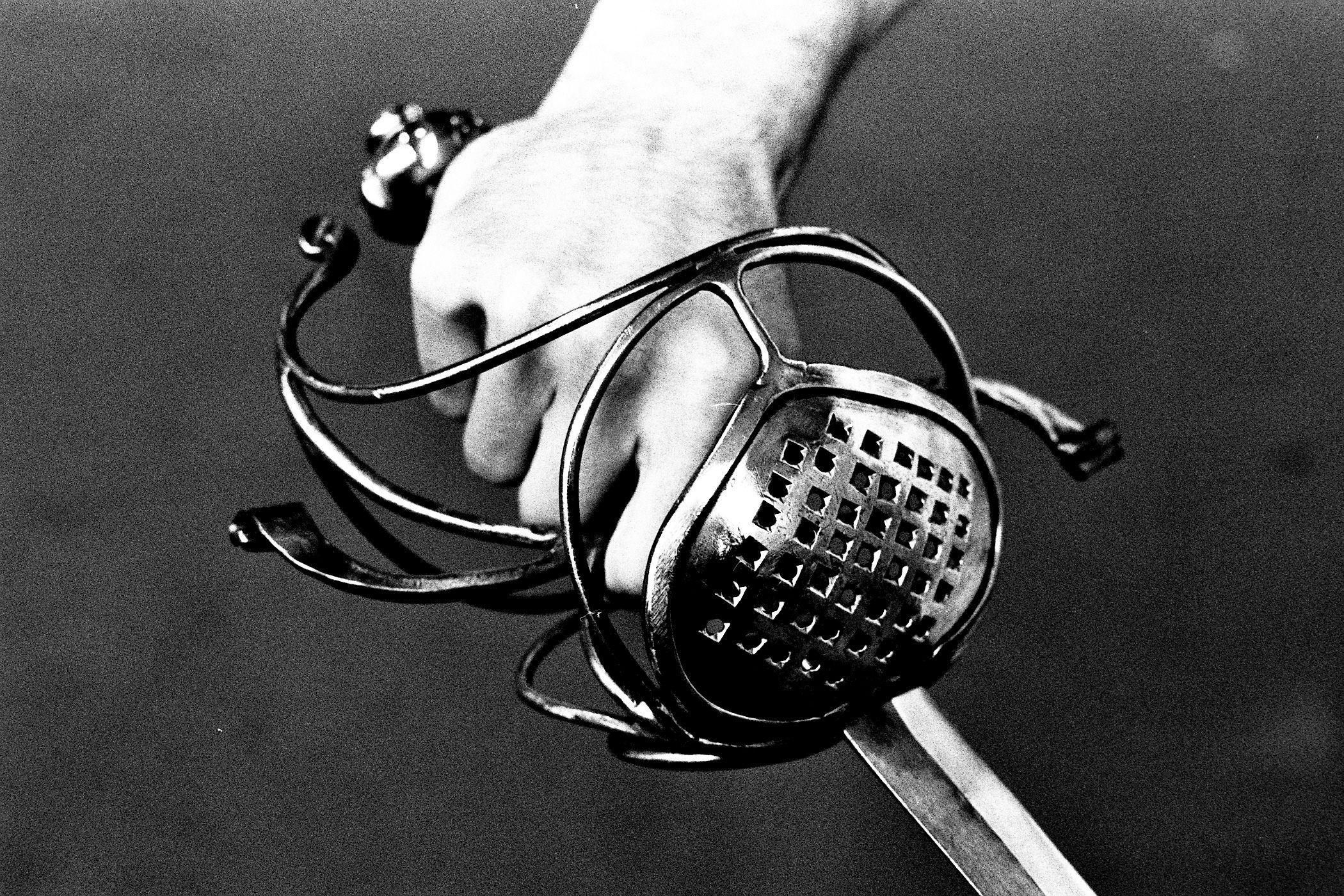
Cassoleta de conquilla
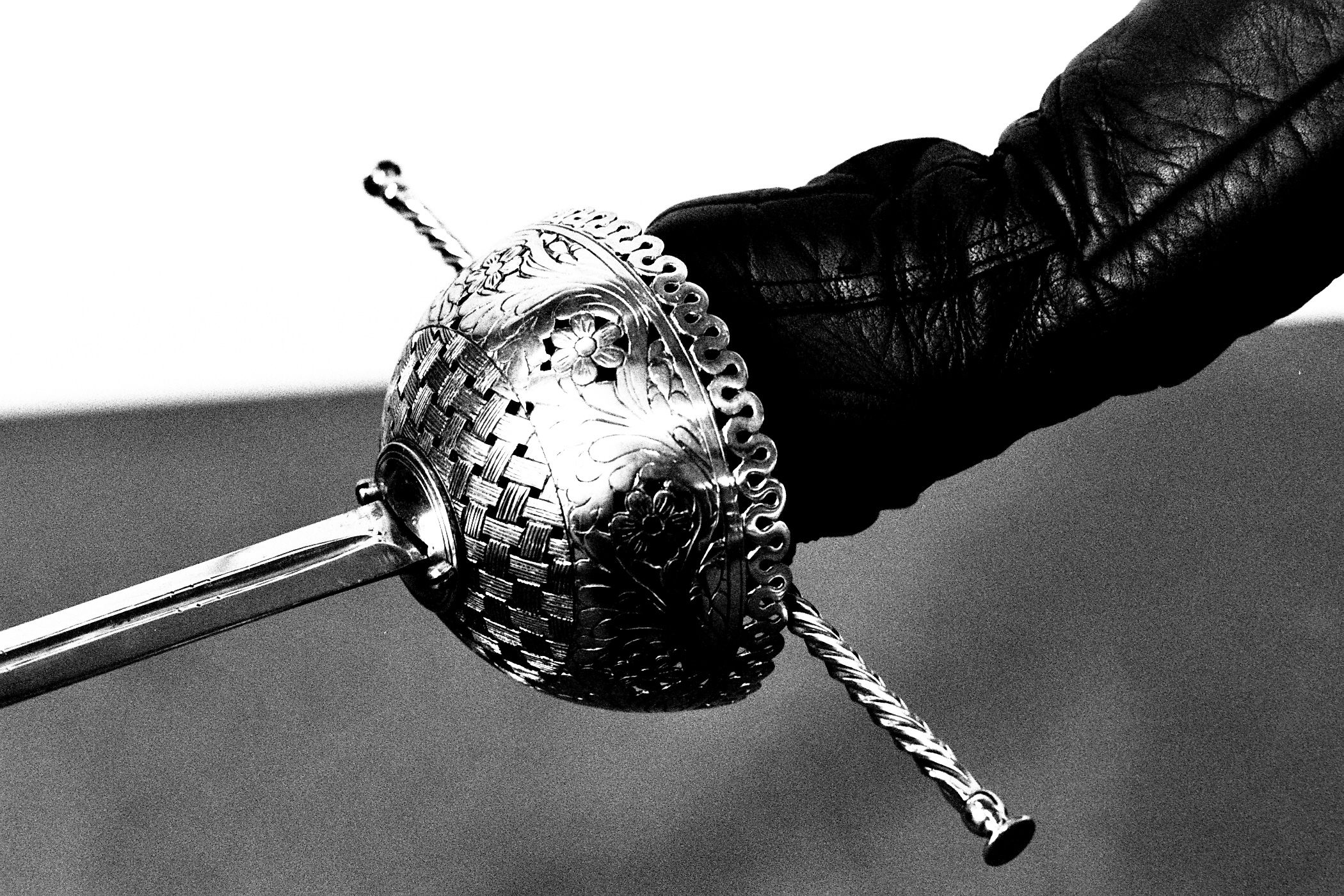
Cassoleta de tassa

## Parts de l'espasa

### Empunyadura
Les espases roberes sovint tenen empunyadures complexes i àmplies dissenyades per protegir la mà que empunya l'espasa. Els anells s'estenen cap endavant des del travesser. En algunes mostres posteriors, els anells estan coberts amb plaques de metall, i de vegades es van convertir en les empunyadures de copa de molts estocs posteriors. Tot just hi va haver mostres que presentessin plaques que cobrissin els anells abans del segle xvii. Moltes empunyadures inclouen un arc de artells que s'estén cap avall des del travesser que protegeix l'empunyadura, que generalment era de fusta embolicada amb corda, cuir o filferro. Un gran pom (sovint decorat) assegura l'empunyadura a l'arma i proporciona una mica de pes per equilibrar la fulla llarga.

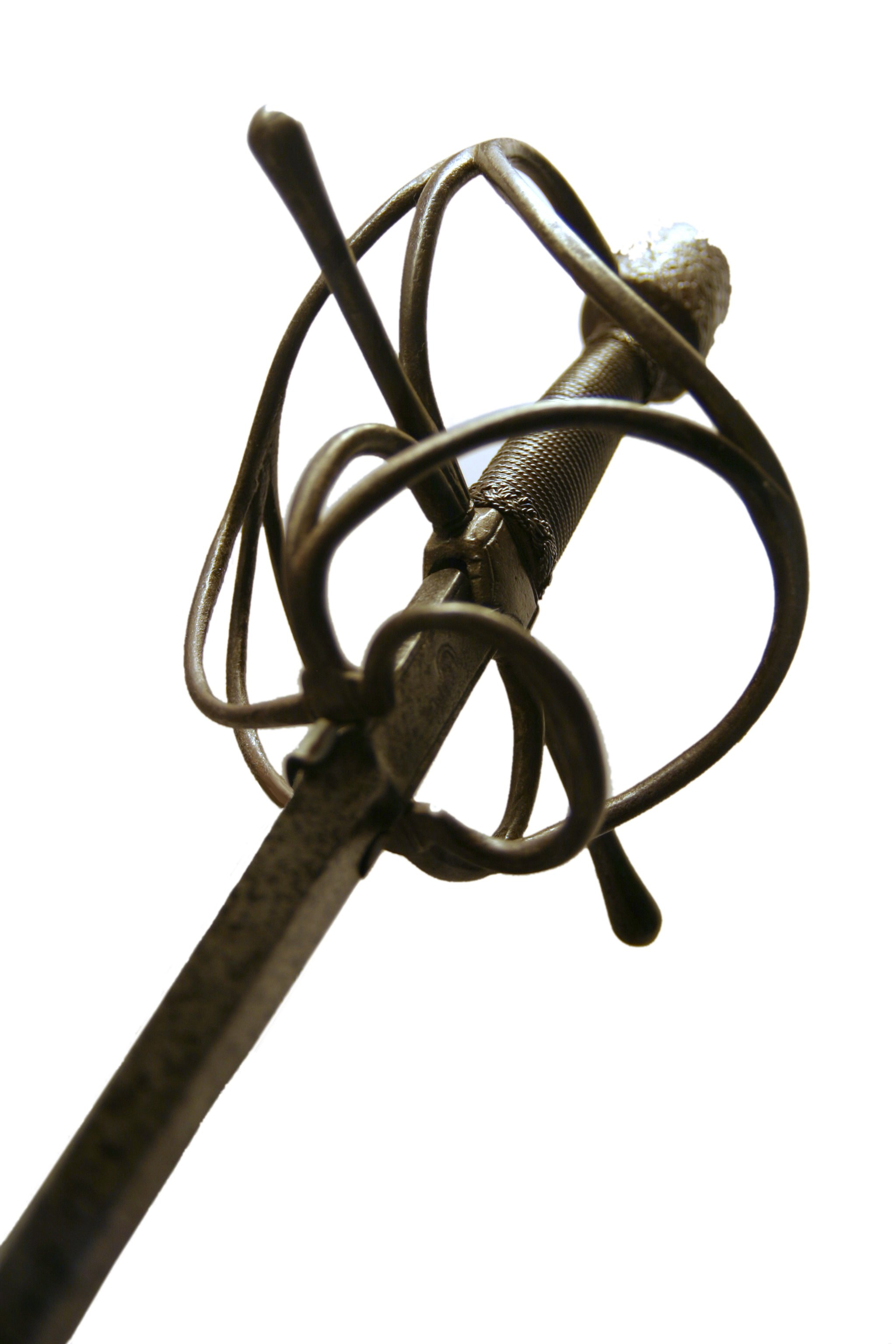
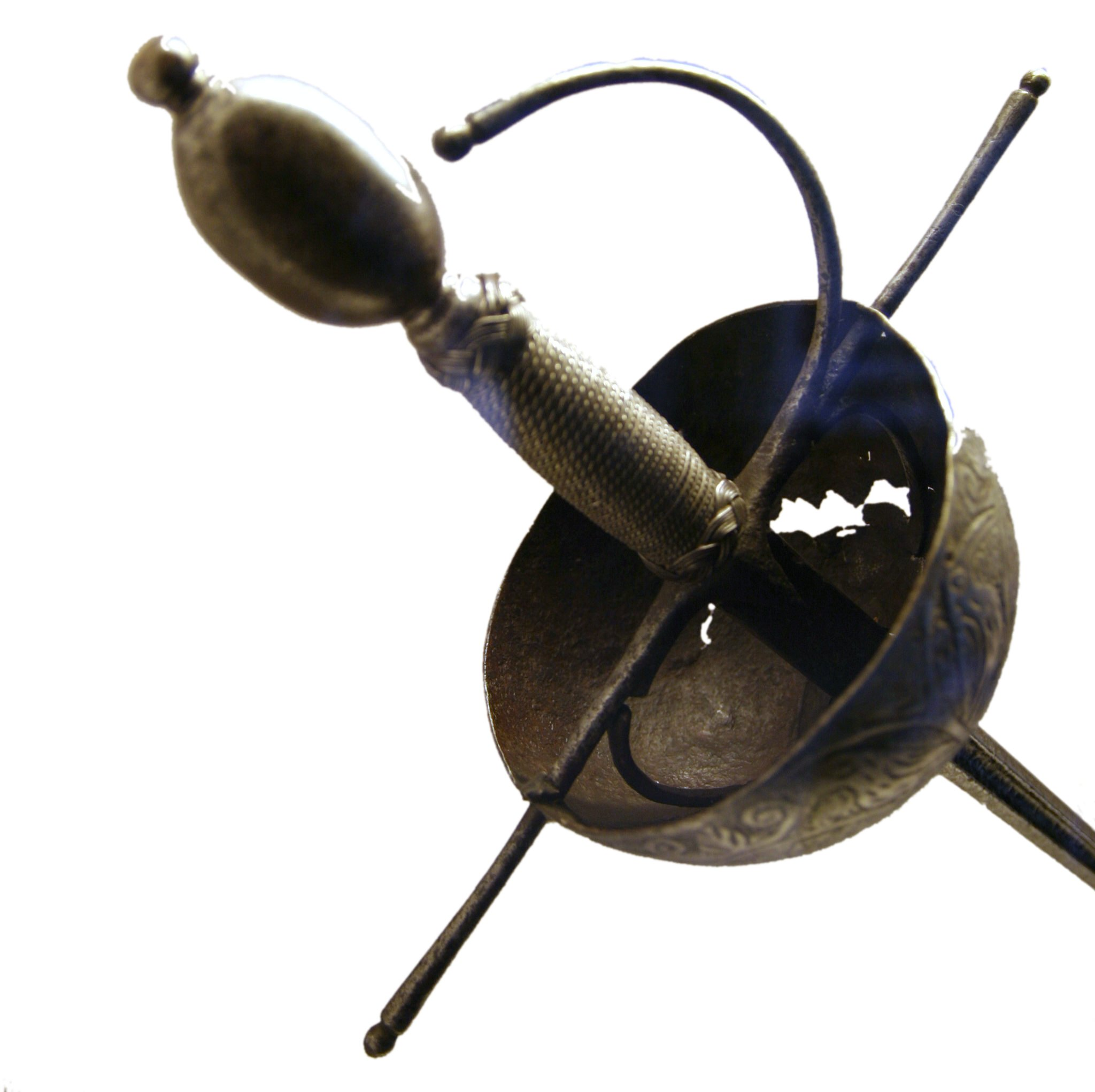
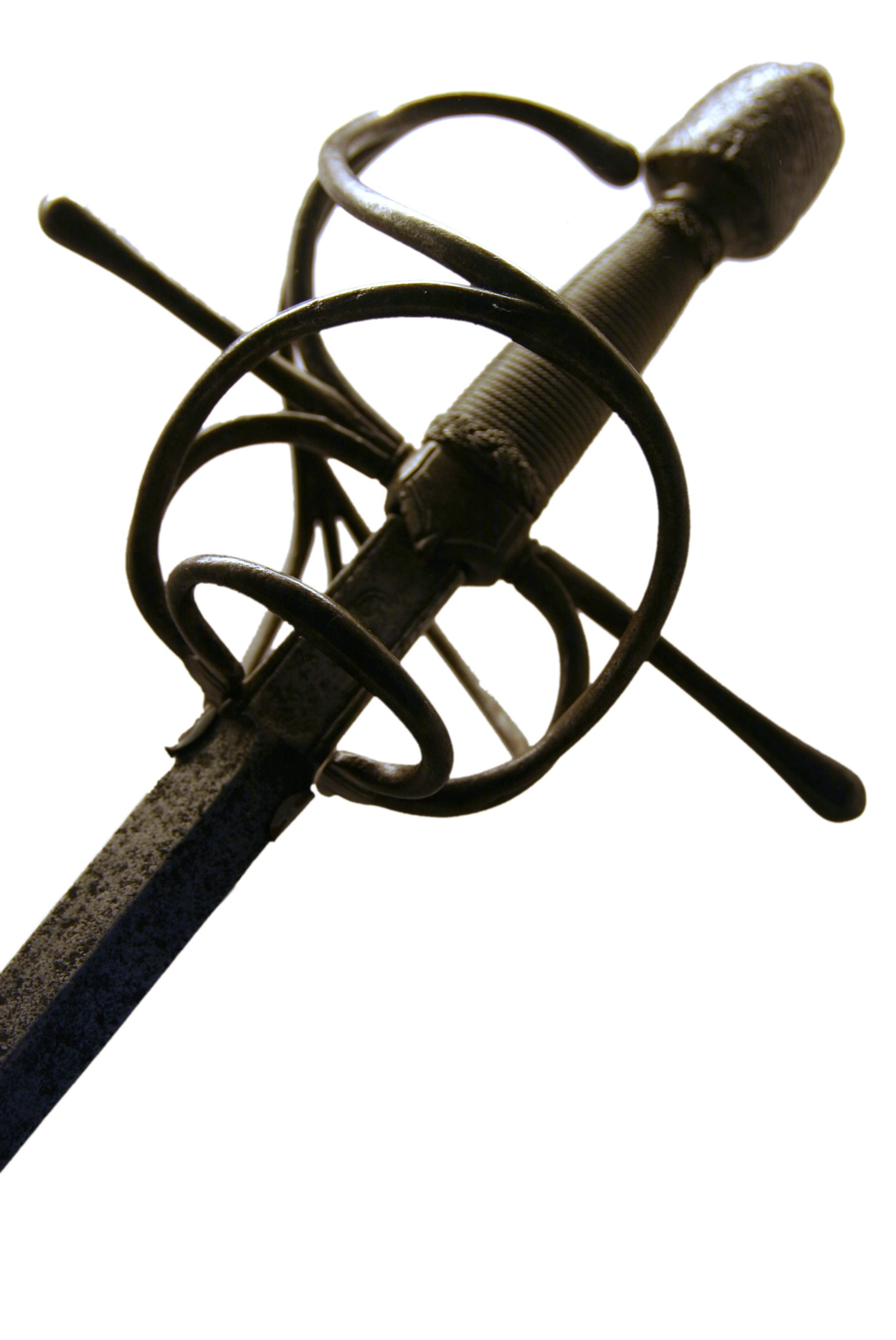
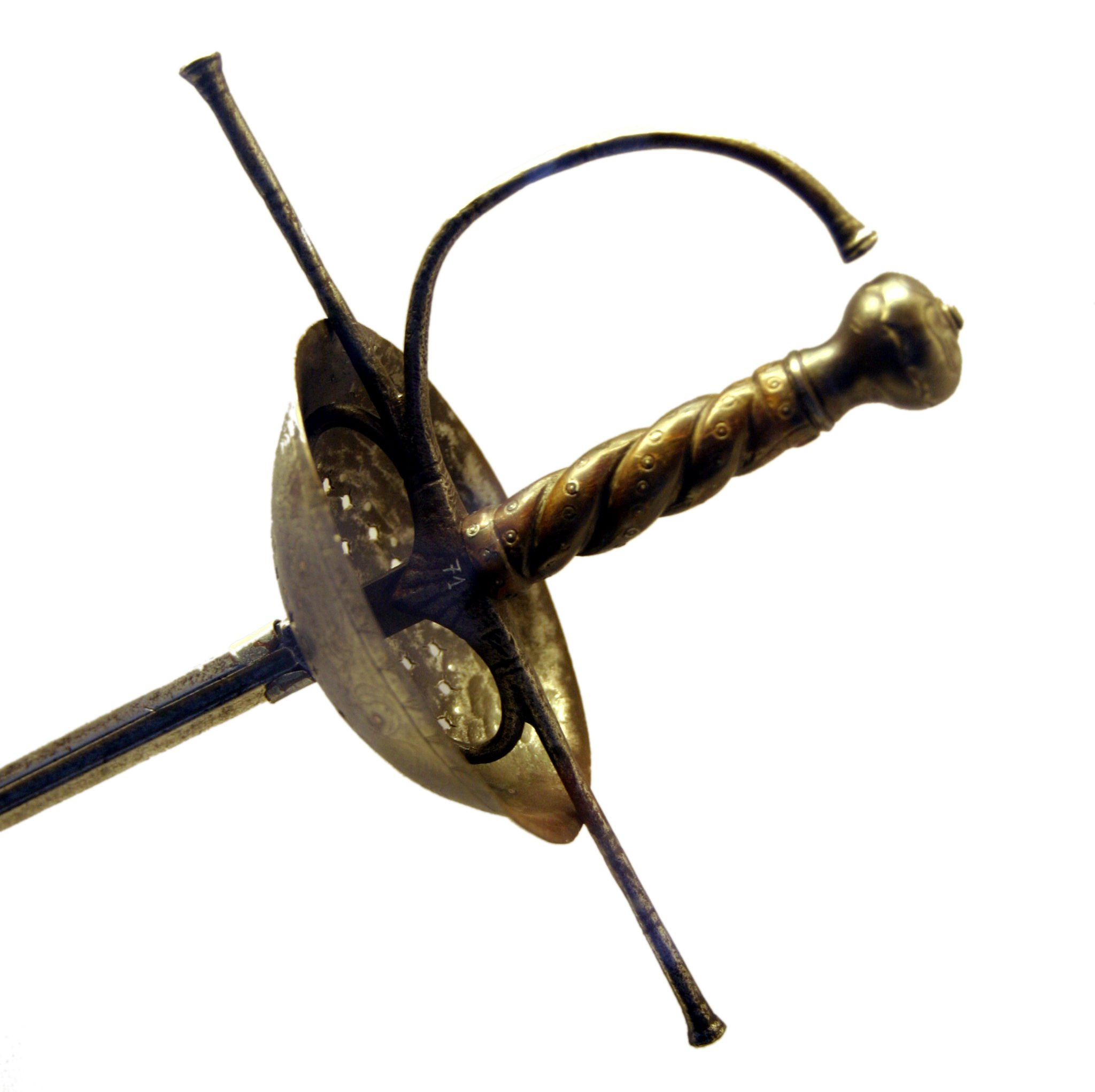

### Fulla
Diversos mestres de l'estoc van dividir la fulla en dues, tres, quatre, cinc o fins i tot nou parts. El forte, fort, és la part de la fulla més propera a l'empunyadura; en els casos en què un mestre divideix la fulla en un nombre parell de parts, aquesta és la primera meitat de la fulla. El debole, feble, és la part de la fulla que inclou la punta i és la segona meitat de la fulla quan l'espasa es divideix en un nombre parell de parts. No obstant això, alguns mestres de l'estoc van dividir la fulla en 3 parts (o fins i tot en un múltiple de tres), i en aquest cas el terç central de la fulla, entre el forte i el debole, sovint es deia mig, mezzo o terç. Altres van utilitzar 4 divisions (Fabris) o fins i tot 12 (Thibault).
El ricasso és la part posterior de la fulla, generalment sense esmolar. S'estén cap endavant des de la creueta i després s'integra gradualment a la part més prima i esmolada de la fulla.

### Longitud total
Hi va haver un desacord històric sobre com de llarg hauria de ser l'estoc ideal, amb alguns mestres, com Thibault, denigrant els que recomanaven fulles més llargues; La longitud recomanada pel mateix Thibault era tan gran que la creu de l'espasa estigués a l'alçada del melic quan s'aturava de forma natural amb la punta recolzada a terra. Es va fabricar una petita quantitat d'espases roberes amb fulles extensibles, dels quals quatre sobreviuen en col·leccions modernes. El propòsit de l'habilitat no és clar, amb suggeriments que inclouen intentar obtenir l'avantatge de la sorpresa en un duel o un intent d'eludir les lleis que limiten la longitud de l'arma.

## Armes secundàries
Les espases roberes són armes d'una sola mà i sovint s'empraven amb escuts, dagues, capes i fins i tot segones espases per ajudar en la defensa. Un broquer és un petit escut rodó que també s'usava amb altres fulles, com l'espasa armada. A Gran Simulacre de Capo Ferro, el tractat descriu com utilitzar l'arma amb la rotella, que és un escut significativament més gran en comparació amb l'escut. No obstant això, fer servir l'estoc amb la daga de parada és la pràctica més comuna, i es podria dir que s'ha considerat com l'arma d'acompanyament més adequada i efectiva per a l'estoc. Encara que la fulla prima de l'estoc permet a l'usuari llançar un atac ràpid a una distància força llarga i avantatjosa entre l'usuari i l'oponent i l'empunyadura protectora pot desviar la fulla de l'oponent quan ell o ella també utilitza l'estoc, l'arma orientada a l'empenta es veu afeblida pel seu poder de tall reduït i la maniobrabilitat relativament baixa a una distància més propera, on l'oponent ha passat amb seguretat l'abast del punt mortal de l'estoc. A causa de tal poder de tall i maniobrabilitat insuficients en aquesta situació quan l'oponent passa el punt mortal, aquest escenari deixa una oportunitat perquè l'oponent ataqui l'usuari. Per tant, s'ha de garantir certa protecció de curt abast per a l'usuari si teniu la intenció d'usar l'estoc d'una manera òptima, especialment quan l'oponent utilitza una espasa orientada a tall com un sabre o una espasa ampla. Una daga de parada no només permet als usuaris defensar-se en aquest escenari on l'estoc no és gaire bo per protegir l'usuari, sinó que també els permet atacar una distància tan curta.

## Tècniques d'esgrima
L'estoc, sense arribar a ser una arma pesada o incòmoda de manejar, no és certament el tipus d'arma que es veu a les pel·lícules «de mosqueters». Al cinema sovint apareixen guarnicions d'estil d'estoc (normalment de tassa) unides a fulles d'espasa o floret de moderna esgrima esportiva, una mica més curtes i molt més lleugeres i flexibles que les autèntiques fulles originals. L'estoc era una arma de dimensions considerables (algunes fulles superaven folgadament el metre de longitud). La mesura varia d'acord amb la mida de la persona: en un moment es va estandarditzar la mida determinant que el llarg del full sumat al llarg del braç havia de ser igual a l'estatura de la persona, i un pes apreciable (prop d'un quilogram ), per la qual cosa la seva esgrima s'ha d'adaptar a aquest fet. Per exemple, les accions solen donar-se en un sol temps (unint la parada i la resposta en un moviment continuat), atesa la seva inèrcia més gran.
Tot i així, una bona peça d'època que mantingui tots els elements originals (guarnició, puny i pom) està dotada d'un equilibri tan perfecte que la fa molt més ràpida a la mà del que les seves dimensions puguin suggerir a primera vista. El punt d'equilibri d'aquestes espases se sol situar a uns quatre dits de la guarnició, encara que això és molt variable i depèn de l'ús previst per a cada peça (és a dir, afavorint en exclusiva l'esgrima de punta o permetent-ne l'ús de tall).
L'escola espanyola d'esgrima amb estoc es denomina veritable destresa, fundada sobre les bases teòriques establertes per Jerónimo Sánchez de Carranza a la seva obra De la Filosofía de las Armas y de su Destreza y la Aggression y Defensa Cristiana, publicada en 1569. Aquests principis van ser recollits i perfeccionats per Luis Pacheco de Narváez, mestre d'armes de Felip IV, que va publicar fins a onze tractats d'esgrima, sent els més importants Libro de las grandezas de la espada (1600), Cien conclusiones sobre las armas (1608) i Nueva Ciencia y Filosofía de la destreza de las armas (1632).

## Escoles històriques d'esgrima d'estoc

### Itàlia
- Achille Marozzo, Opera Nova Chiamata Duello, O Vero Fiore dell'Armi de Singulari Abattimenti Offensivi, & Diffensivi – 1536
- Angelo Viggiani dal Montone, Trattato dello Schermo – 1575
- Anonimo Bolognese, L'Arte della Spada (M-345/M-346 Manuscrits) – (principis o mitjans del segle XVI)[12][13] datat "al voltant de 1550"[14][15]
- Antonio Manciolino, Opera Nova per Imparare a Combattere, & Schermire d'ogni sorte Armi – 1531
- Bondi di Mazo, La Spada Maestra – 1696
- Camillo Agrippa, Trattato di Scientia d'Arme con un Dialogo di Filosofia – 1553
- Francesco Alfieri, La Scherma di Francesco Alfieri – 1640
- Francesco Antonio Marcelli, Regole della Scherma – 1686
- Giacomo di Grassi, Ragion di Adoprar Sicuramente l'Arme si da Offesa, come da Difesa – 1570
- Giovanni dall'Agocchie, Dell'Arte di Scrimia – 1572
- Giuseppe Morsicato Pallavicini, La Scherma Illustrata – 1670
- Marco Docciolini, Trattato in Materia di Scherma – 1601
- Nicoletto Giganti, Scola overo Teatro – 1606
- Ridolfo Capo Ferro, Gran Simulacro dell'Arte e dell'Uso della Scherma – 1610
- Salvator Fabris, De lo Schermo ovvero Scienza d'Armi – 1606

### Espanya
- Girard Thibault, Academie de l'Espee, ou se demonstrant par Reigles mathematiques, sur le fondement Cercle Mysterieux (1630)
- Jerónimo Sánchez de Carranza, De la Filosofía de las Armas (1569)
- Luis Pacheco de Narváez, Libro de las Grandezas de la Espada (1599)

### França
- André Desbordes, Discours de la théorie et de la pratique de l'excellence des armes (1610)
- Charles Besnard, Le maistre d'arme liberal (1653)
- François Dancie, Discours des armes et methode pour bien tirer de l'espée et poignard () i L'Espee de combat (1623)

### Anglaterra
- Joseph Swetnam, The Schoole of the Noble and Worthy Science of Defence (1617)
- The Pallas Armata (1639)
- Vincentio Saviolo, His Practise 1595

### Alemanya
- Jakob Sutor, Künstliches Fechtbuch (1612)
- Joachim Meyer, Thorough Descriptions of the free Knightly and Noble Art of Fencing (1570)
- Johannes Georgius Bruchius (1671)
- Paulus Hector Mair, Opus Amplissimum de Arte Athletica (1542)

### La tradició d'esgrima clàssica
Les escoles d'esgrima clàssica afirmen haver heretat aspectes de les formes de estoc en els seus sistemes. El 1885, l'estudiós d'esgrima Egerton Castle va escriure "hi ha pocs dubtes que el sistema francès d'esgrima es pot remuntar, al seu origen, a l'antiga esgrima italiana; l'escola italiana moderna deriva, per descomptat, de manera ininterrompuda de la mateixa font." Castle va continuar assenyalant que "els italians han conservat la forma de l'estoc, amb copa, pas d'ane i quillons, però amb una esvelta fulla quadrangular."

## Per a més informació
- Kirby, Jared. Italian Rapier Combat: Ridolfo Capo Ferro.  Greenhill Books, 2004. ISBN 978-1-85367-580-5.
- Leoni, Tom. Venetian Rapier: The School, or Salle. Nicoletto Giganti's 1606 Rapier Fencing Curriculum..  Freelance Academy Press, 2010. ISBN 978-0-9825911-2-3.
- Leoni, Tom. The Art of Dueling: 17th Century Rapier as Taught by Salvatore Fabris. Highland Village, TX: The Chivalry Bookshelf, 2005. ISBN 978-1-891448-23-2
- Valentine, Eric. Rapiers: An Illustrated Reference Guide to the Rapiers of the 16th and 17th Centuries, and their Companions.  Lionel Leventhal- Arms and Armour Press, 1968.
- Wilson, William E. Arte of Defence: An Introduction to the Use of the Rapier.  Highland Village, TX: The Chivalry Bookshelf, 2002. ISBN 978-1-891448-18-8.
- Windsor, Guy. Duellists Companion: A Training Manual for 17th Century Italian Rapier.  Highland Village, TX: The Chivalry Bookshelf, 2006. ISBN 978-1-891448-32-4.